# اندیس دوزاراکتر (دوزراختر)
دوزاراکتر (دوزراختر) یک اندیس فلزی است که در حوالی شهر بردسیر استان کرمان قرار دارد و مادهٔ معدنی موجود در آن، مس است.  